# Encrasicholina purpurea
Encrasicholina purpurea är en fiskart som först beskrevs av Fowler, 1900.  Encrasicholina purpurea ingår i släktet Encrasicholina och familjen Engraulidae. Inga underarter finns listade i Catalogue of Life.